# Wierzchlas (gemeente)
De gemeente Wierzchlas is een landgemeente in het Poolse woiwodschap Łódź, in powiat Wieluński.
De zetel van de gemeente is in Wierzchlas.
Op 30 juni 2004 telde de gemeente 6640 inwoners.

## Oppervlakte gegevens
In 2002 bedroeg de totale oppervlakte van gemeente Wierzchlas 119,2 km², waarvan:
- agrarisch gebied: 60%
- bossen: 35%

De gemeente beslaat 12,85% van de totale oppervlakte van de powiat.

## Demografie
Stand op 30 juni 2004:
| Omschrijving                   | Totaal | Totaal | Vrouwen | Vrouwen | Mannen | Mannen |
| ------------------------------ | ------ | ------ | ------- | ------- | ------ | ------ |
| eenheid                        | aantal | %      | aantal  | %       | aantal | %      |
| inwoners                       | 6640   | 100    | 3308    | 49,8    | 3332   | 50,2   |
| bevolkingsdichtheid (inw./km²) | 55,7   | 55,7   | 27,8    | 27,8    | 28     | 28     |

In 2002 bedroeg het gemiddelde inkomen per inwoner 1229,28 zł.

## Administratieve plaatsen (sołectwo)
Broników, Jajczaki, Kamion, Kochlew, Kraszkowice, Krzeczów, Łaszew, Łaszew Rządowy, Mierzyce, Przycłapy, Przywóz, Strugi, Toporów, Wierzchlas (sołectwa: Wierzchlas A en Wierzchlas B).

## Overige plaatsen
Cieślina, Dąbrowa, Drabki, Edwardów, Jarząb, Jesiona, Kaźmierów, Kolonia Krzeczowska, Kołodziejowizna, Łęki, Modlin, Nad Strugą, Nad Traktem, Ogroble, Opatów, Parcela Południowa, Parcela Północna, Piper, Poduchowne, Przeczak, Przywóz Dolny, Przywóz Górny, Pustkowie, Raj, Stara Wieś, Wieszagi, Więcławy.

## Aangrenzende gemeenten
Działoszyn, Osjaków, Pątnów, Siemkowice, Wieluń